# University of Missouri–St. Louis

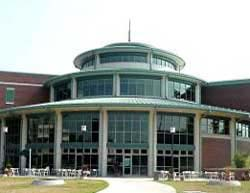
Millennium Student Center

Die University of Missouri–St.Louis (UM–St.Louis, UMSL) ist eine staatliche Universität in St. Louis im US-Bundesstaat Missouri. Die Hochschule wurde 1963 gegründet und ist Teil des University of Missouri Systems. Sie sollte nicht mit der privaten Saint Louis University verwechselt werden, die eine ähnliche Zahl von Studierenden hat. 
Die Sportteams der UMSL sind die Tritons (bis 2007/2008: Rivermen). Sie ist Mitglied in der Great Lakes Valley Conference.

## Zahlen zu den Studierenden
Im Herbst 2021 waren 15.205 Studierende an der Universität eingeschrieben. Im Herbst 2020 waren es 13.874 Studierende. Davon strebten 10.973 (79,1 %) ihren ersten Studienabschluss an, sie waren also undergraduates. Von diesen waren 57 % weiblich und 43 % männlich; 5 % bezeichneten sich als asiatisch, 13 % als schwarz/afroamerikanisch und 3 % als Hispanic/Latino. 2.901 (20,9 %) arbeiteten auf einen weiteren Abschluss hin, sie waren graduates. Über 108.000 lebende Personen sind Ehemalige (Alumni) der Universität.

## Weblink
- Offizielle Website